# Dicranoloma geluense
Dicranoloma geluense är en bladmossart som beskrevs av Bruce H. Allen 1986. Dicranoloma geluense ingår i släktet Dicranoloma och familjen Dicranaceae. Inga underarter finns listade i Catalogue of Life.